# Marie de Beauvilliers

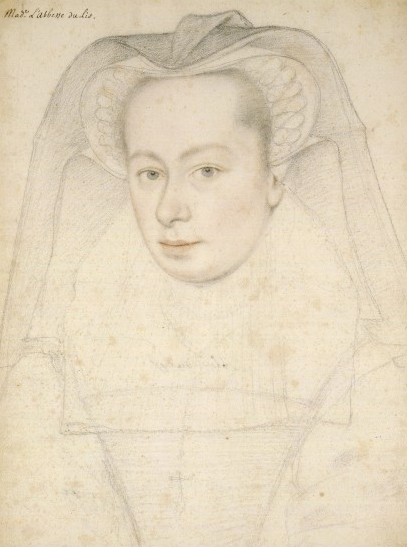
Marie Catherine de Beauvilliers als Äbtissin von Montmartre, Anonym

Marie Catherine de Beauvilliers de Saint-Aignan (* 26. April 1574 in La Ferté-Hubert; † 21. April 1657 in der Abtei Montmartre) war eine französische Nonne, Äbtissin von Montmartre als mittelbare Nachfolgerin ihrer Schwester Claude, die 1590 einige Monate lang Mätresse des Königs Heinrich IV. als unmittelbare Vorgängerin ihrer beider Cousine Gabrielle d’Estrées war.

## Leben
Marie Catherine de Beauvilliers ist die Tochter von Claude II. de Beauvilliers (1542–1583), Comte de Saint-Aignan, Gouverneur er Lieutenant-général pour le Roy de Berry, d‘Anjou et de la ville de Bourges, und Marie Babou de La Bourdaisière, Tochter von Jean Babou, Baron de Sagonne und Großmeister der Artillerie von Frankreich, und Françoise Robertet, Dame d’Alluyes.
Kaum sieben Jahre alt, verließ Marie Catherine de Beauvilliers das elterliche Schloss und blieb bis zu ihrem zehnten Lebensjahr als Novizin in Zisterzienserinnenabtei Le Perray-aux-Nonnains in der Nähe von Angers, Äbtissin war dort Michelle Babou de la Bourdaisière, die Schwester ihrer Mutter. Als Michelle 1584 starb, wurde Marie sie ins Schloss La Bourdaisière gebracht, wo sie unter die Vormundschaft ihres Onkels Georges Babou de La Bourdaisière kam, da das Mädchen nun Vollwaise war. Tatsächlich verlor sie 1582 zunächst ihre Mutter (im Alter von 38 Jahren) und im Jahr darauf auch ihren Vater, Claude II. de Beauvilliers, der im Alter von 41 Jahren starb.
Georges Babous Frau Madeleine du Bellay verfolgt die Idee eines klösterlichen Lebens für ihre Nichte weiter. Sie schickte sie diesmal zu den Benediktinerinnen in die Abtei Notre-Dame de Beaumont-lès-Tours, wo seit 1582 Anne Babou de la Bourdaisière Äbtissin war, ebenfalls eine Schwester von Georges Babou, Marie Babou und Michelle Babou. Marie Catherine akzeptierte den vorgegebenen Weg, und im Alter von zwölf Jahren bat sie um das Ordensgewand (sie wurde im selben Jahr getauft), drei Jahre später begann sie ihr Noviziat in Beaumont. Am 11. Juni 1590 legte sie im Alter von 16 Jahren ihre endgültigen Gelübde ab.
Einige Jahre später versuchte ihr Marie Catherines Schwager Pierre Forget, Seigneur de Fresnes, der zweite Ehemann ihrer Schwester Anne und Staatsrat des Königs Heinrich IV., ihr die Abtei Montmartre als Nachfolgerin von Catherine de Havard de Sénantes zu verschaffen. Ihre Tante Anne Babou, die Äbtissin von Beaumont, versuchte vergeblich, sie davon abzuhalten, die Abtei Montmartre anzunehmen, weil die Nonnen dort nicht entsprechend der Ordensregel lebten. Am 7. Februar 1598 wurde Marie Catherine de Beauvilliers zur Äbtissin von Montmartre ernannt, acht Jahre, nachdem ihre Schwester Claude durch ihre Liaison mit Heinrich IV. einen Skandal ausgelöst hatte, und danach nicht wieder nach Montmartre zurückkehrte.
Die zur Amtseinführung Marie Catherines erforderlich Päpstliche Bulle traf erst zwei Jahre nach ihrer Ernennung ein. Bis dahin blieb sie noch in der Touraine. Es war dann der Großvikar des Kardinals de Gondy, der sie am 7. Februar 1600 in den Besitz ihrer Abtei setzte.
Marie Catherine traf ein Abtei an, die zu den reichsten der Region Paris gehörte, zu den baufälligsten, aber auch zu den moralisch verkommensten. Sie machte sich mit der Abtei vertraut, in der sich damals 33 Nonnen befanden, und auf der ein Haufen Schulden lastete: die jährlichen Einnahmen der Abtei beliefen sich auf 2000 Livres, die Schulden betrugen allerdings 10.000 Livres. Außerdem waren die Bauernhöfe der Abtei aufgrund von Korruption zu einem niedrigen Preis verkauft worden, die Scheune war beschlagnahmt, der Krummstab eingezogen, und es gab keine Möbel, um das Zimmer der Äbtissin auszustatten. Bereits im Jahr 1600 besuchte sie Heinrich IV., von dem sie tausend Écu erhielt, damit sie mit der Reparatur der klösterlichen Ruinen beginnen konnte. Der Seigneur de Fresnes wiederum beeilte sich, wenigstens das Zimmer der Äbtissin, in dem nicht einmal ein Bett stand, zu möblieren.
Die junge Äbtissin merkte bald, dass ihre Nonnen die Armut und die Klausur nicht einhielten, dass es vielmehr üblich war, dass Männer, die den Nonnen bis tief in die Nacht Gesellschaft geleistet hatten, dann erst aus dem Kloster herauskamen, aber auch, dass einige der Nonnen fasteten, weil sie weder über derartige Kontakte noch über Geld verfügten. Nur wenige Nonnen sangen im Gottesdienst, die weniger zügellosen arbeiteten für ihren Lebensunterhalt und verhungerten fast, die jungen kokettierten, die Alten gingen Kühe hüten.
Mit Hilfe ihres Schwagers, der jede Woche ein Kalb und ein Schaf schickte, konnte Marie Catherine ein gemeinsames Abendessen für alle Nonnen einführen. Der Seigneur de Fresnes setzte sich zudem beim König dafür ein, dass die Nonnen Brennholz kaufen konnten.
Die Maßnahmen der neuen Äbtissin sorgten für Unruhe unter den Nonnen, die bald so groß war, dass man, um die Marie Catherine loszuwerden, es zuerst mit Gift versuchte, und nachdem man zweimal gescheitert war, beschloss, einen Dolch zu verwenden; Marie Catherine wäre diesem Anschlag wohl zum Opfer gefallen, wenn nicht eine der mit dem Mord beauftragten Personen ihn ihr die Pläne aufgedeckt hätte. Den Giftanschlägen hatte Marie Catherine durch Einnahme eines Gegenmittels entgegenwirken können, aber die Folgen der Vergiftung führten dazu, dass sie später große Schwierigkeiten beim Atmen und Sprechen hatte. Als ihr Schwager sie daraufhin aus ihrer misslichen Lage befreien wollte und für sie die Abtei Saint-Pierre-les-Nonnains de Lyon im Austausch gegen Montmartre anbot, lehnte sie ab – Marie Catherine war gewillt, die Reform des Klosters Montmartre durchzusetzen.
Einer ihrer Vettern, François d’Escoubleau, Kardinal de Sourdis und Erzbischof von Bordeaux (Sohn von François d’Escoubleau und Isabeau Babou de la Bourdaisière), vermittelte Marie Catherine mit dem Kapuzinerpater Benet Canfield einen Verbündeten, der die Äbtissin unterstützen sollte, die Dinge wieder in den Griff zu bekommen. Canfield half ihr dabei, die widerspenstigen Nonnen aus dem Kloster zu vertreiben, sodass Marie Catherine nur noch acht Nonnen behielt, mit denen sie die Klausur und das gemeinsame Refektorium als erstes durchsetzte, und später den Nonnen eine beispielhaft strenge Befolgung der Ordensregel auferlegte.
Als Benet Canfield und der Seigneur de Fresnes im Jahr 1610 starben, hatte Marie Catherine sich durchgesetzt. Ihr Schwager vermachte der Abtei 334 Livres Rente und 2000 Livres Bargeld – und ließ sich im Gegenzug in der Abtei bestatten.
Im Jahr 1611 entdeckten Arbeiter, die in der Krypta der Kapelle der Abtei von Montmartre arbeiteten, eine erhöhte Steinplatte, die als der Ort des Martyriums des heiligen Dionysius von Paris „identifiziert“ wurde. Von da an pilgerte die Königinwitwe und Regentin Maria de’ Medici mit ihrem gesamten Hofstaat dorthin, und die Besuche weiterer Pilger wurden zahlreich und füllten die Kassen des Klosters auf. Marie Catherine de Beauvilliers nutzte das hereinströmende Geld, um Erweiterungen des Klosters durchführen zu lassen: die Abtei wurde nun geteilt, oben die alte (Abbaye d’en haut) und unten am Fuß des Hügels eine neue, die (Abbaye d’en bas), wobei ein Höhenunterschied von 400 Metern zu überwinden war. 1686 wurde der obere Teil aufgegeben, nachdem der untere Teil um einen Kreuzgang erweitert worden war, in dem zahlreiche Reliquien ausgestellt werden konnten.
1608 hatte Marie Catherine de Beauvilliers zugestimmt, als Koadjutorin ihre Tante Anne Babou, die Äbtissin von Beaumont, zu unterstützen, ohne allerdings Montmartre aufzugeben, wo sie auch weiterhin residierte; als die Tante am 8. November 1613 starb, wurde Marie Catherine deren Nachfolgerin, verließ jetzt auch Montmartre, konnte aber in Beaumont bereits am 25. Oktober zugunsten einer Cousine zurücktreten, die den gleichen Namen wie ihre Vorgängerin trug und bis 1647 Äbtissin von Beaumont blieb.
Mit dem wiederhergestellten Ruf der Abtei Montmartre konnte Marie Catherine de Beauvilliers in ihrer Amtszeit 227 junge Frauen einkleiden, von denen mit der Zeit mehr als fünfzig – die aus den großen Familien des Landes stammten – ausgesandt wurden, um andere Klöster der Benediktinerinnen im Sinne Marie Catherines zu führen.
Sie starb am 21. April 1657 im Alter von 83 Jahren in ihrer Abtei, nachdem sie 59 Jahre lang Äbtissin von Montmartre gewesen war, und wurde am 23. April von Henry de Béthune, Erzbischof von Bordeaux, in der Abtei beigesetzt. Ihre Nachfolgerin an der Spitze der Abtei wurde Françoise Renée de Guise, Tochter von Charles de Lorraine, Duc de Guise und Henriette Catherine de Joyeuse.